# 여주 계신리 마애여래입상
여주 계신리 마애여래입상(驪州 桂信里 磨崖如來立像)은 경기도 여주시 흥천면 계신리, 석불사에 있는 고려시대의 마애여래입상이다. 1980년 6월 2일 경기도의 유형문화재 제98호로 지정되었다.

## 개요
경기도 여주군 홍천면 계신리 ‘부처울’이라 불리는 마을의 자연 암벽에 조각된 마애여래입상이다.
원만한 얼굴에 희미한 미소를 띠고 있으며, 귀는 어깨에 닿을 듯이 길게 표현하였다. 양 어깨에 두른 옷은 양 팔을 거쳐 발목까지 이어지고 있다. 옷에는 완만한 U자형 주름이 표현되어 있고, 가슴에는 속옷의 띠매듭이 보인다. 오른손은 어깨쪽으로 올려 손바닥이 밖으로 향하고, 왼손은 옆으로 펼친 특이한 손모양이다.
발 아래에는 연꽃무늬 대좌(臺座)가 있고, 머리 뒤편에는 생동감 넘치는 불꽃무늬가 새겨진 머리광배가 있다.
부분적으로 형식적인 면이 보이지만 당당한 불상모습, 유려한 옷주름, 세련된 연꽃대좌 등에서 통일신라 양식이 잘 반영되어 있다. 이 불상은 통일신라 불상양식을 계승한 고려시대의 작품으로 이 지방 불상양식 연구에 귀중한 자료가 된다.

## 사진

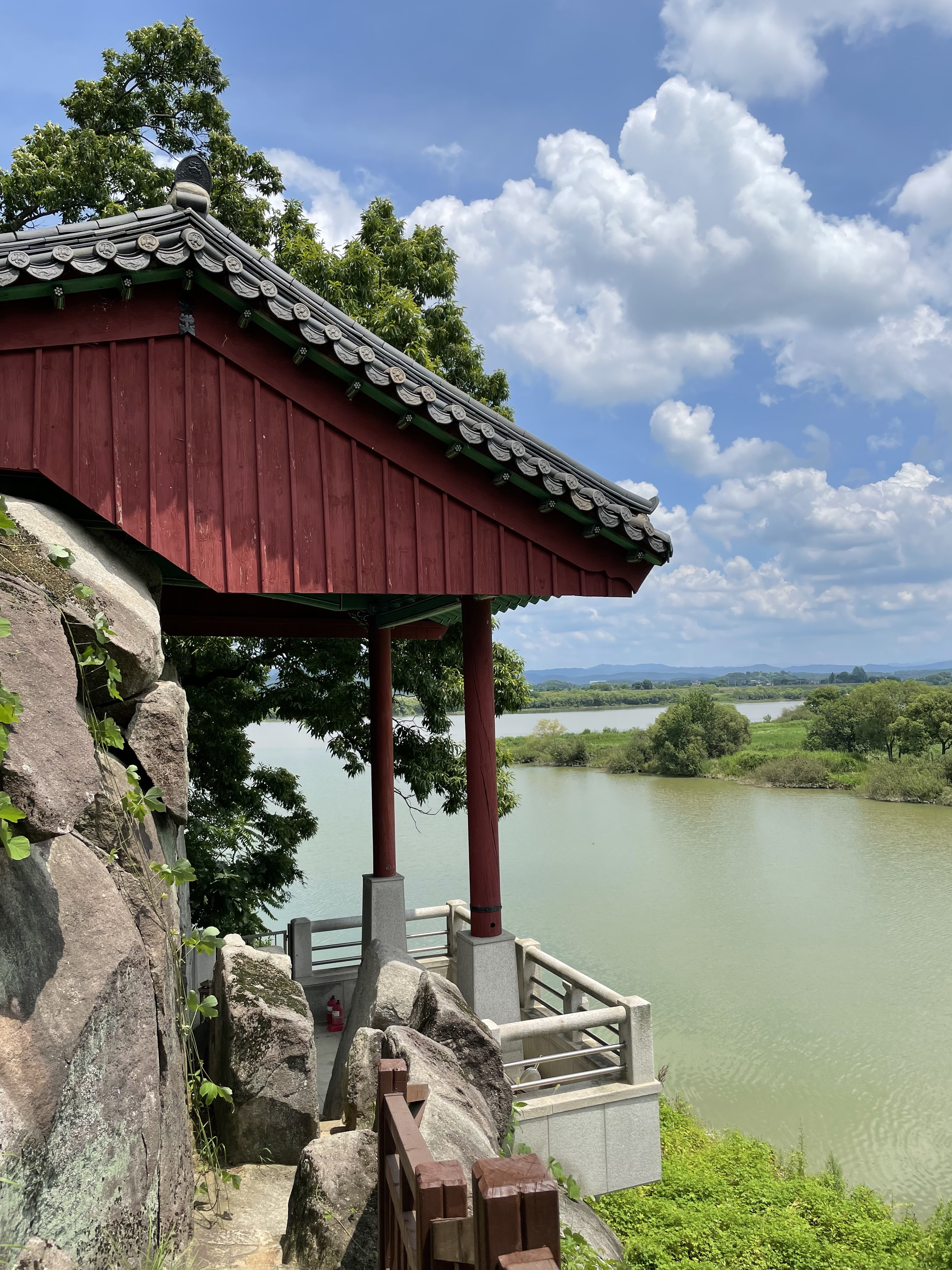
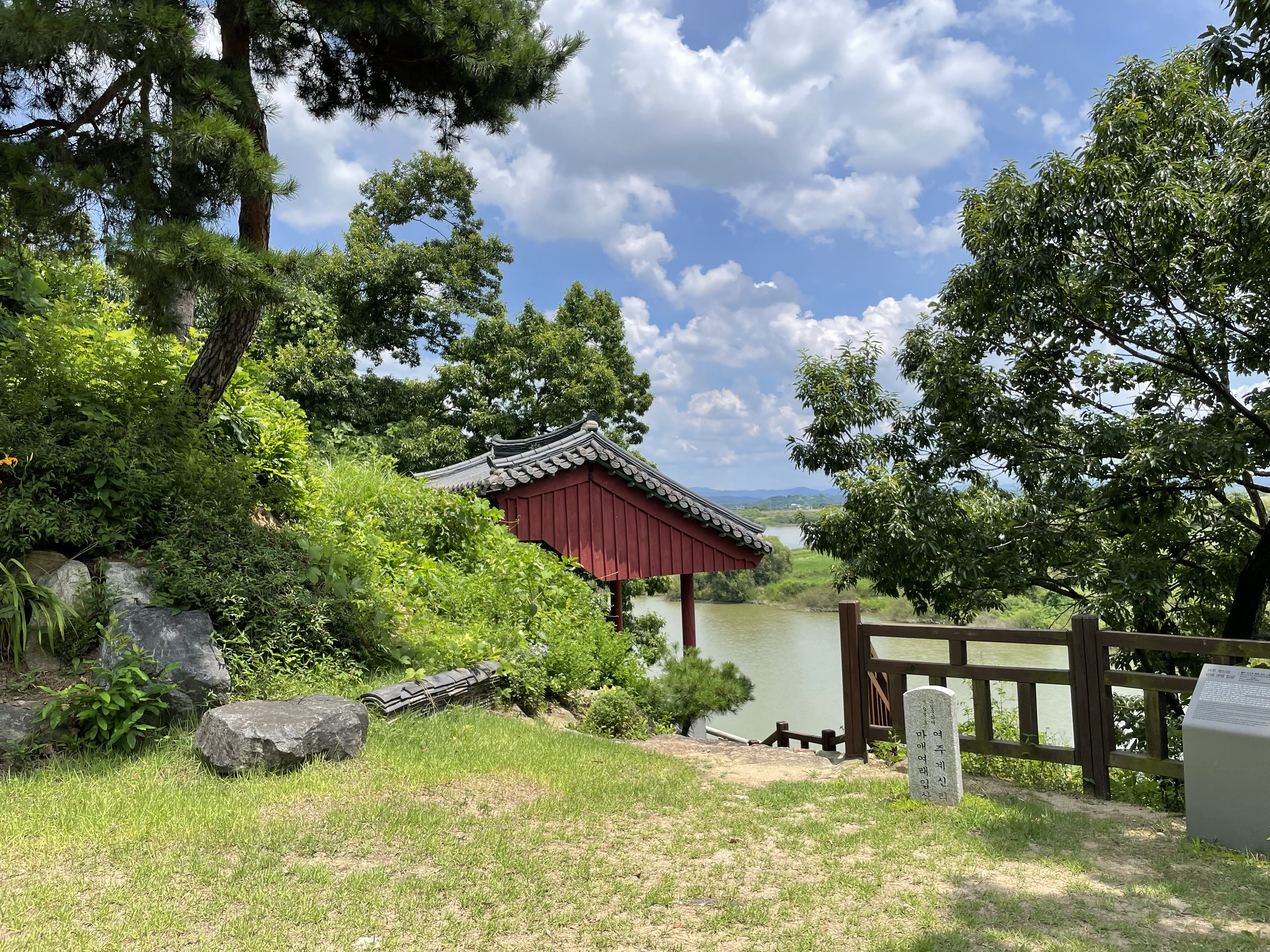
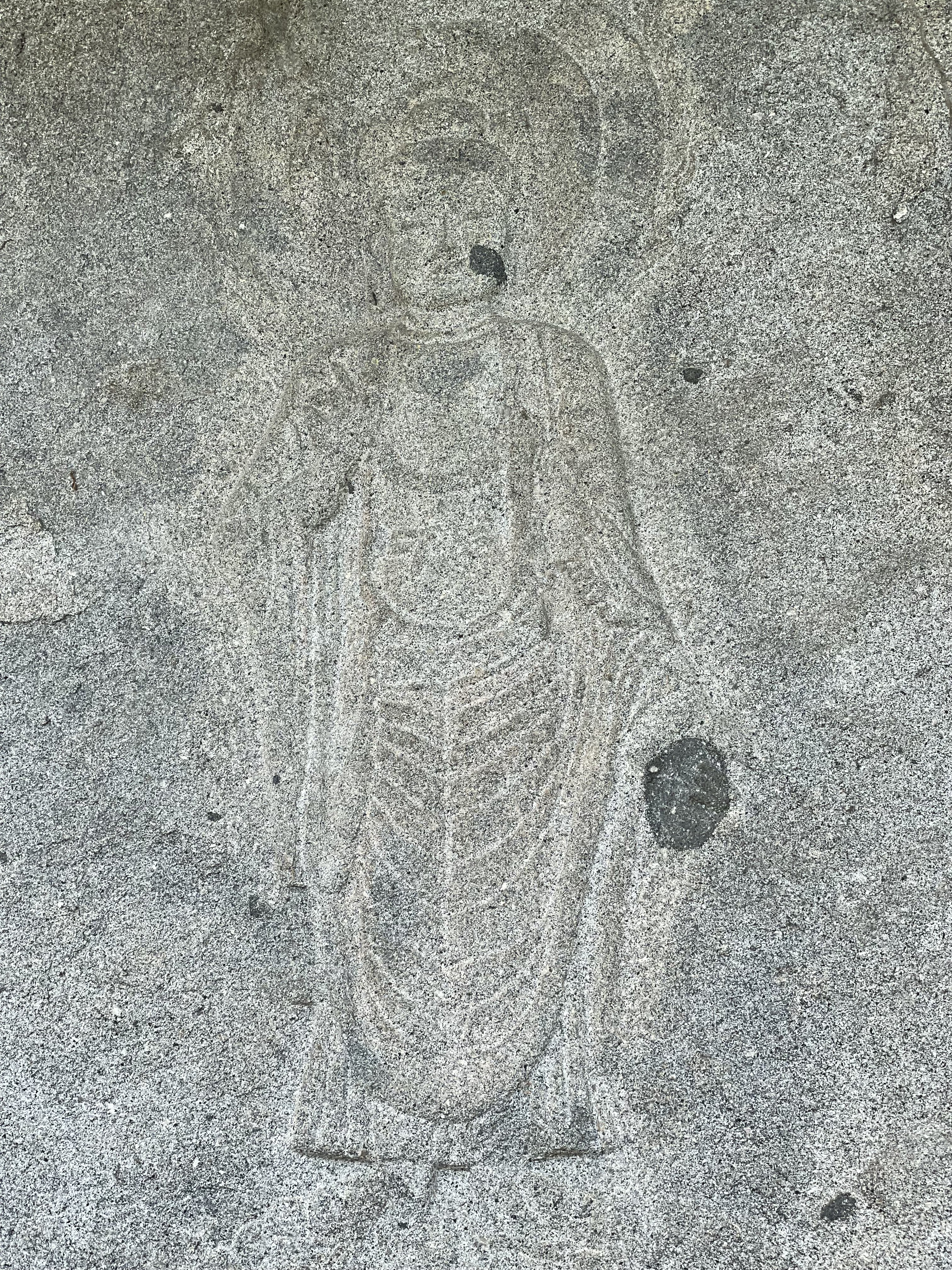

## 참고 문헌
- 여주계신리마애여래입상 - 국가유산청 국가유산포털